# Giv os i dag
Giv os i dag er en dansk dokumentarfilm fra 1966, der er instrueret af Werner Hedman.

## Handling
Forskellige sider af kirkernes internationale hjælpearbejde i Sydamerika, Afrika og Indien. Filmen er en sammenklipning af forskelligt materiale, der dels er optaget for Church World Service og Kirkernes Verdensråd af Burt Martin Associates og dels FN's Højkommisariat for flygtninge. Bearbejdelsen er udført af Viggo Mollerup og Werner Hedman.